# Hasići
Hasići är en ort i Bosnien och Hercegovina.   Den ligger i entiteten Federationen Bosnien och Hercegovina, i den västra delen av landet, 150 km nordväst om huvudstaden Sarajevo. Hasići ligger 445 meter över havet och antalet invånare är 276.
Terrängen runt Hasići är huvudsakligen kuperad, men åt sydost är den bergig.Närmaste större samhälle är Velagići, 2,0 km norr om Hasići. 
I omgivningarna runt Hasići växer i huvudsak blandskog. Runt Hasići är det ganska tätbefolkat, med 67 invånare per kvadratkilometer.